# ロッカビアンカ
ロッカビアンカ（伊: Roccabianca）は、イタリア共和国エミリア＝ロマーニャ州パルマ県にある、人口約2,900人の基礎自治体（コムーネ）。

## 地理

### 位置・広がり

#### 隣接コムーネ
隣接するコムーネは以下の通り。括弧内のCRはクレモナ県 所属を示す。
- モッタ・バルッフィ (CR)
- ポレージネ・ジベッロ
- サン・ダニエーレ・ポー (CR)
- サン・セコンド・パルメンセ
- シッサ・トレカザーリ
- ソラーニャ
- トッリチェッラ・デル・ピッツォ (CR)

### 気候分類・地震分類
ロッカビアンカにおけるイタリアの気候分類 (it) および度日は、zona E, 2498 GGである。
また、イタリアの地震リスク階級 (it) では、zona 3 (sismicità bassa) に分類される。

## 行政

### 分離集落
ロッカビアンカには、以下の分離集落（フラツィオーネ）がある。
- Fontanelle, Fossa, Ragazzola, Rigosa, Stagno

## 人物
- ジョバンニ・グァレスキ (Giovannino Guareschi)  - 作家